# José Maria Pereira Forjaz de Sampaio
José Maria Pereira Forjaz de Sampaio (Lisboa, São José, 25 de Julho de 1858 - 1949) foi um político e magistrado português.

## Biografia
Filho de José Maria Pereira Forjaz de Sampaio Pimentel e de sua mulher Maria Augusta de Lis Teixeira.
Bacharel em Direito pela Faculdade de Direito da Universidade de Coimbra.
Começou por exercer cargos político-administrativos. Foi Administrador do Concelho de Cascais por Decreto de 26 de Novembro de 1885 e do Seixal por Decreto de 23 de Outubro de 1886. Nomeado Delegado do Procurador Régio para a Comarca da Ilha Graciosa por Decreto de 2 de Novembro de 1886, foi transferido para idêntico lugar na Golegã por Decreto de 28 de Julho de 1887, seguindo-se Tavira por Decreto de 28 de Agosto de 1887, tendo ainda percorrido os Tribunais Administrativos do Fundão, de Beja e de Faro, todos em 1890.
Ascendeu à Magistratura Judicial por Decreto de 21 de Abril de 1892. Como Juiz de 3.ª Classe, percorreu o Funchal e Beja, os Tribunais Administrativos de Faro, de Sintra, da Ilha das Flores, de Mértola, de Serpa e de Vila Viçosa. Trabalhou nas Comarcas de 2.ª Classe de Oliveira do Hospital e de Montemor-o-Velho. Em 1.ª Classe a partir de 1904, exerceu nos Tribunais de Bragança, da Sertã, da Guarda, de Abrantes e de Ponta Delgada.
Era Juiz de Direito no 2.º Distrito Criminal do Porto quando ascendeu a Juiz Desembargador do Tribunal da Relação de Coimbra no final da Primeira Grande Guerra, por Despacho de 18 de Junho de 1918, tendo tomado posse no dia 24 de Junho de 1918. A aposentação do Vice-Presidente do Tribunal da Relação de Coimbra, Bacharel José Dinis da Fonseca, por Despacho de 7 de Outubro de 1921, deixou aberta a porta para que fosse indicado para aquele cargo a 23 de Novembro de 1921. Foi assim nomeado Vice-Presidente do Tribunal da Relação de Coimbra por Despacho de 3 de Dezembro de 1921, sendo Director Geral de Justiça Germano Martins. Nomeado Presidente do Tribunal da Relação de Coimbra por Despacho de 31 de Outubro de 1922, tomou posse do cargo a 5 de Maio de 1922.
Por Decreto de 27 de Abril de 1925, ascendeu ao Supremo Tribunal de Justiça de Portugal, tendo tomado a respectiva posse como Juiz Conselheiro no dia 5 de Maio de 1925. O Decreto de 14 de Novembro de 1925 nomeou-o Presidente Interino do Tribunal da Relação de Coimbra, com cerimónia de posse realizada no dia 28 de Novembro de 1925. Passaria a Presidente definitivo deste Tribunal, mediante a letra do Decreto de 13 de Julho de 1926, tendo a posse ocorrido no dia 11 de Agosto de 1926. Jubilou-se no final da década, conforme atesta o Despacho de 21 de Março de 1930.